# غار دوسر
غار دوسر نام غاری در نزدیکی مهریز استان یزد می‌باشد. این غار در زمستان ۱۳۹۱ کشف شده است. این غار بزرگترین تالار زیرزمینی ایران و چهارمین تالار بزرگ غاری در جهان را دارد. مساحت تالار این غار بر اساس نقشه برداری صورت‌گرفته، حدود ۸۱ هزار و ۵۰۰ متر ثبت شده است. این تالار بیضی‌شکل با طول ۳۸۵ متر، عرض ۲۶۵ متر و ارتفاع ۷۰ متر است..

## منبع
1. ↑  «مطالعات مربوط به غار دوسر مهریز انجام شود». تسنیم. ۱۲/مرداد/۱۳۹۲. تاریخ وارد شده در |تاریخ= را بررسی کنید (کمک)
2. ↑  «کشف غار دو سر در مهریز ایران را در فهرست جهانی قرار داد». خبرگزاری مهر. ۱۸ فروردین ۱۳۹۲. دریافت‌شده در ۱۴ سپتامبر ۲۰۱۳.
3. ↑  «List of World's Largest Cave Roomsد». NSS  GEO2  COMMITTEE  ON  LONG  AND  DEEP  CAVES. ۱۲/مرداد/۱۳۹۲. بایگانی‌شده از اصلی در ۸ اوت ۲۰۲۰. دریافت‌شده در ۱۴ سپتامبر ۲۰۱۳. تاریخ وارد شده در |تاریخ= را بررسی کنید (کمک)